# Robert Klaasen
Pour les articles homonymes, voir Klaasen.
Robert Klaasen, est un footballeur néerlandais, né le 6 septembre 1993 à Amsterdam aux Pays-Bas. Il évolue actuellement au MVV Maastricht au poste de milieu de terrain.